# OMG！我爱你...但不合时宜
《OMG！我爱你...但不合时宜》（羅馬化：OMG! Rak Jang Wa.. Phit Jang Wa）是由提迪朋·戈通塔维自编自导的处女作，翁拉维·那提通、普莉恩皮察雅·克玛拉娜君及帕查拉·奇拉锡瓦特主演的爱情喜剧剧情片。电影于2022年10月27日在泰国院线正式上映，后在流媒体平台Netflix上线。

## 剧情
Kay总是在不对的时候向Juné表白。而Juné与男友分手后，Kay又“刚好”交了个女朋友。时隔多年后，当Kay再次与Juné相遇时，她早已经名花有主。
老天爷似乎一直在与两人作对。但这一次，为了爱情，哪怕诸神反击，Kay毅然决定继续与老天爷斗到底！

## 演员阵容
- 翁拉维·那提通 饰演 Kay[2]
- 普莉恩皮察雅·克玛拉娜君（英语：Plearnpichaya Komalarajun） 饰演 Juné[2]
- 帕查拉·奇拉锡瓦特 饰演 Pete，Juné的未婚夫[2]
- 西瓦·斯里猜（Siwat Sirichai）
- 迈克尔·皮尤（Michael Pugh）饰演 Ping，Juné的前男友
- 普洛伊·霍旺[2]
- 他那瓦·西里瓦塔纳库
- 查莱达·吉尔伯特（英语：Chaleeda Gilbert）